# Natação nos Jogos Olímpicos de Verão de 2008 - Revezamento 4x200 m livre feminino
A competição dos 4x200m livre feminino  nos Jogos Olímpicos de Verão de 2008 aconteceram nos dias 13 e 14 de Agosto no Centro Aquático Nacional de Pequim.

## Medalhistas
|  | AUS Austrália |  | CHN China                                               |  | USA Estados Unidos                                                                                           |
|  | Stephanie Rice Bronte Barratt Kylie Palmer Linda Mackenzie Felicity Galvez* Angie Bainbridge* Melanie Schlanger* Lara Davenport* |  | Yang Yu Zhu Qianwei Tan Miao Pang Jiaying Tang Jingzhi* |  | Allison Schmitt Natalie Coughlin Caroline Burckle Katie Hoff Christine Marshall* Kim Vandenberg* Julia Smit* |

* Nadadores que apenas participaram nas eliminatórias, mas que foram também medalhados.

## Recordes
Antes desta competição, os recordes mundiais e olímpicos da prova eram os seguintes:
| Tipo | Atleta                                                                                                | Tempo   | Local     | Data                 | Ref |
| ---- | --- | ------- | --------- | -------------------- | --- |
|      | USA Natalie Coughlin (1:56.43) Dana Vollmer (1:57.49) Lacey Nymeyer (1:59.19) Katie Hoff (1:56.98)    | 7:50.09 | Melbourne | 29 de março de 2007  | ver |
|      | USA Natalie Coughlin (1:57.74) Carly Piper (1:59.39) Dana Vollmer (1:58.12) Kaitlin Sandeno (1:58.17) | 7:53.42 | Atenas    | 18 de agosto de 2004 |     |

## Eliminatórias
| #  | Eliminatória | Pista | País               | Nomes | Tempo   | Notas |
| -- | ------------ | ----- | ------------------ | --- | ------- | ----- |
| 1  | 1            | 4     | FRA França         | Alena Popchanka 1:58.27 Celine Couderc 1:58.92 Camille Muffat 1:57.32 Coralie Balmy 1:55.86                        | 7:50.37 | Q, OR |
| 2  | 2            | 4     | USA Estados Unidos | Caroline Burckle 1:57.86 Christine Marshall 1:58.58 Kim Vandenberg 1:58.31 Julia Smit 1:57.68                      | 7:52.43 | Q     |
| 3  | 2            | 3     | ITA Itália         | Renata Spagnolo 1:58.91 Flavia Zoccari 1:58.88 Alice Carpanese 1:59.50 Federica Pellegrini 1:56.09                 | 7:53.38 | Q     |
| 4  | 1            | 2     | CHN China          | Yang Yu 1:57.49 Tan Miao 1:58.84 Tang Jingzhi 2:00.20 Zhu Qianwei 1:57.24                                          | 7:53.77 | Q, AS |
| 5  | 1            | 6     | SWE Suécia         | Gabriella Fagundez 1:58.43 Ida Marko-Varga 1:58.40 Petra Granlund 1:59.67 Josefin Lillhage 1:57.33                 | 7:53.83 | Q     |
| 6  | 2            | 6     | AUS Austrália      | Felicity Galvez 1:58.00 Angie Bainbridge 1:58.17 Melanie Schlanger 2:00.99 Lara Davenport 1:57.94                  | 7:55.10 | Q     |
| 7  | 2            | 7     | HUN Hungria        | Agnes Mutina 1:59.42 Evelin Verraszto 1:56.92 Eszter Dara 2:00.45 Zsuzsanna Jakabos 1:58.47                        | 7:55.26 | Q     |
| 8  | 2            | 2     | JPN Japão          | Haruka Ueda 1:58.09 Misaki Yamaguchi 1:57.93 Emi Takanabe 2:01.28 Maki Mita 1:58.33                                | 7:55.63 | Q     |
| 9  | 2            | 5     | GBR Grã-Bretanha   | Joanne Jackson 1:57.70 Melanie Marshall 1:58.44 Hannah Miley 1:59.95 Francesca Halsall 2:00.07                     | 7:56.16 |       |
| 10 | 1            | 1     | CAN Canadá         | Stephanie Horner 1:58.00 Genevieve Saumur 1:59.23 Erica Morningstar 2:00.91 Julia Wilkinson 1:58.12                | 7:56.26 |       |
| 10 | 1            | 3     | NED Países Baixos  | Femke Heemskerk 1:58.29 Ranomi Kromowidjojo 1:58.29 Saskia De Jonge 2:00.71 Manon Van Rooijen 1:59.31              | 7:56.60 |       |
| 12 | 1            | 5     | GER Alemanha       | Meike Freitag 1:58.09 Petra Dallmann 1:59.55 Daniela Samulski 2:01.67 Annika Lurz 1:58.80                          | 7:58.11 |       |
| 13 | 2            | 1     | DEN Dinamarca      | Julie Hjorth-Hansen 1:59.16 Micha Kathrine Oestergaar Jensen 2:01.67 Louise Mai Jansen 2:00.31 Lotte Friis 1:59.67 | 8:00.81 |       |
| 14 | 1            | 7     | ESP Espanha        | Melania Felicitas Costa 2:00.92 Maria Fuster 2:00.00 Noemi Feliz 1:59.77 Arantxa Ramos 2:00.21                     | 8:00.90 |       |
| 15 | 1            | 8     | POL Polônia        | Paulina Barzycka 2:00.99 Katarzyna Wilk 2:02.78 Karolina Paulina Szczepaniak 2:01.94 Katarzyna Baranowska 2:01.69  | 8:07.40 |       |
| 16 | 2            | 8     | NZL Nova Zelândia  | Helen Norfolk 2:00.24 Lauren Boyle 1:58.01 Hayley Palmer 1:59.92 Natasha Hind -                                    | DSQ     |       |

## Final
| #                 | Pista | País               | Nomes                                                                                               | Tempo   | Notas |
| ----------------- | ----- | ------------------ | --------------------------------------------------------------------------------------------------- | ------- | ----- |
| Medalha de ouro   | 7     | AUS Austrália      | Stephanie Rice 1:56.60 Bronte Barratt 1:56.58 Kylie Palmer 1:55.22 Linda Mackenzie 1:55.91          | 7:44.31 | WR    |
| Medalha de prata  | 6     | CHN China          | Yang Yu 1:56.79 Zhu Qianwei 1:56.64 Tan Miao 1:58.11 Pang Jiaying 1:54.39                           | 7:45.93 | AS    |
| Medalha de bronze | 5     | USA Estados Unidos | Allison Schmitt 1:57.71 Natalie Coughlin 1:57.19 Caroline Burckle 1:56.70 Katie Hoff 1:54.73        | 7:46.33 | AM    |
| 4                 | 3     | ITA Itália         | Renata Spagnolo 1:58.31 Alessia Filippi 1:56.68 Flavia Zoccari 1:59.80 Federica Pellegrini 1:54.97  | 7:49.76 | ER    |
| 5                 | 4     | FRA França         | Coralie Balmy 1:56.57 Ophelie-Cyrielle Etienne 1:57.95 Aurore Mongel 1:58.62 Camille Muffat 1:57.52 | 7:50.66 |       |
| 6                 | 1     | HUN Hungria        | Ágnes Mutina 1:58.17 Evelin Verrasztó 1:57.80 Eszter Dara 2:00.39 Zsuzsanna Jakabos 1:59.17         | 7:55.53 |       |
| 7                 | 8     | JPN Japão          | Haruka Ueda 1:58.44 Misaki Yamaguchi 1:58.51 Maki Mita 1:58.78 Emi Takanabe 2:01.83                 | 7:57.56 |       |
| 8                 | 2     | SWE Suécia         | Josefin Lillhage 2:00.48 Gabriella Fagundez 2:00.09 Ida Marko-Varga 1:58.58 Petra Granlund 2:00.68  | 7:59.83 |       |

Legenda
| Recorde mundial      | Recorde mundial (World record)               |                       | Recorde africano                      | Recorde africano (African) |                                           | Q | Classificado por posição (Qualified) |
| Recorde olímpico     | Recorde olímpico (Olympic record)            | Recorde da América    | Recorde da América (Americas)         | q                          | Classificado por melhor tempo (Qualified) |   |                                      |
| Melhor marca do ano  | Melhor marca do ano (World leading)          | Recorde asiático      | Recorde asiático (Asian)              | DNS                        | Não largou (Did not start)                |   |                                      |
| Recorde nacional     | Recorde nacional (National record)           | Recorde europeu       | Recorde europeu (European)            | DNF                        | Não terminou (Did not finish)             |   |                                      |
| Recorde pessoal      | Recorde pessoal do atleta (Personal best)    | Recorde da Oceania    | Recorde da Oceania (Oceania)          | DSQ / DQ                   | Desclassificado (Disqualified)            |   |                                      |
| Recorde da temporada | Recorde da temporada do atleta (Season best) | Recorde sul-americano | Recorde sul-americano (South America) | NM                         | Sem marca (No mark)                       |   |                                      |